# Nordfelt
Nordfelt (også omtalt Nordfeld) på Møn er oprettet som hovedgård i 1774 af Jørgen Wichfeld og ligger i Elmelunde Sogn i Vordingborg Kommune.
Nordfelt Gods er på 1151 hektar med Klosterskovgård og skovene Elmelunde Kohave og Ridefogedlukke.
Hovedbygningen er opført i 1874 ved Frederik Wilsbech og er fredet. Det samme er forvalterboligen med herskabsstald og udhus, færdiggjort i 1876, gartnerboligen med udhus samt avlsgården, som blev opført i 1886 efter tegninger af Philip Smidth. Fredningen skete i 1987. Hovedbygningen præges af historicisme og prydes af middelaldermotiver, især kamtakkede gavle.
Som gæst hos ejeren, Christopher Schøller Bülow, udførte maleren C.W. Eckersberg i 1809-10 en række malerier, dels fra Nordfelt, dels fra Møns landskaber.
Johannes V. Jensens oldefar på morens side var ladefoged og tømrer på Nordfelt.

## Ejere af Nordfelt
- (1664-1774) Kronen
- (1774-1787) Jørgen Wichfeld
- (1787-1806) Peder Sølling
- (1806-1818) Christopher Schøller Bülow
- (1818-1820) Slægten von Bülow
- (1820-1823) Christian Conrad Sophus Danneskiold-Samsøe
- (1823-1842) Frederik Christian Danneskiold-Samsøe
- (1842-1894) Magnus Otto Sophus Danneskiold-Samsøe
- (1894-1908) Christian Conrad Sophus Danneskiold-Samsøe
- (1908-1916) Wanda Sophie Elisabeth Candia Zahrtmann gift Danneskiold-Samsøe
- (1916-1930) Viggo Danneskiold-Samsøe
- (1930-1960) Janus Frederik Krarup
- (1960-1990) Kirsten Krarup gift Haubroe
- (1990-2024) Jens Krarup Haubroe
- (2024-) Kirstine Hvenegaard Haubroe